# Éva H. Balázs
Éva H. Balázs (* 20. Dezember 1915 in Odorheiu Secuiesc (damals ungarisch: Székelyudvarhely, Szeklerland, Königreich Ungarn, seit 1920 Rumänien); † 15. Februar 2006 in Budapest, Ungarn) war eine ungarische Historikerin und Hochschullehrerin an der Eötvös-Loránd-Universität in Budapest.

## Beruflicher Werdegang
Balázs studierte bis 1939 Latein und Geschichte an der Budapester Péter-Pázmány-Universität (heute: Eötvös-Loránd-Universität). Sie promovierte 1939 und 1991. Balázs war eine Schülerin von Elemér Mályusz (1898–1989).
Zunächst forschte Balázs zur Geschichte des Mittelalters und veröffentlichte Arbeiten zur Siedlungsgeschichte. Dann widmete sie sich der Herausbildung des Komitats Klausenburg, wozu sie ebenfalls Arbeiten publizierte. Sie arbeitete über die Besiedlung der südungarischen Komitate Tolna und Baranya im 18. Jahrhundert, die der osmanischen Besetzung folgte.
Von 1949 bis 1961 arbeitete Balázs am Geschichtswissenschaftlichen Institut der Ungarischen Akademie der Wissenschaften und begann ein Lehrbuch über die Herrschaft Maria Theresias und Josephs II. zu schreiben.
Balázs wurde 1962 Universitätsassistentin, 1965 Dozentin und 1978 Professorin am Lehrstuhl für die Universalgeschichte des Mittelalters und der Frühen Neuzeit der Eötvös-Loránd-Universität in Budapest. Von 1982 bis zu ihrer Emeritierung 1986 hatte sie diesen Lehrstuhl inne.

## Forschungsinteressen
Balázs forschte auf dem Gebiet der Aufklärung. Sie publizierte zu diesem Thema während der Ära Kádár vorwiegend im Ausland und wurde dort zitiert und als Historikerin anerkannt. Zu ihren Hauptwerken zählt eine Monographie über Ungarn und die Habsburger von 1765 bis 1800, die sowohl auf Englisch (1997) als auch auf Japanisch (2003) erschien. In den 1950er und 1960er Jahren wurden in der Geschichtswissenschaft in Ungarn die Aufklärungszeit und das 18. Jahrhundert vernachlässigt. Balázs füllte mit ihrer Forschung und ihren Publikationen diese Lücke. Dazu verwertete sie als Erste die Dokumente der Statthalterei von Buda, deren Amtsakten, Berichte von Gesandten und Briefwechsel und Memoiren verschiedener Aristokratenfamilien. Zusätzlich wertete sie Archivmaterial von Archiven in Oberungarn, Krakau, Warschau, Wien, Paris und Den Haag aus. Sie wies darauf hin, dass der Gedanke der Unabhängigkeit Ungarns im politischen Denken stets präsent war und entsprechende Forderungen bereits im letzten Drittel des 18. Jahrhunderts entstanden. Sie entdeckte, dass viele der politisch engagierten Adligen und Intellektuellen dem Freimaurerbund angehörten und unter seinem Einfluss standen.

## Mitgliedschaften
- Geschichtsausschuss der Ungarischen Akademie der Wissenschaften (seit 1980)
- Österreichisch-Ungarischer Historikerausschuss der Ungarischen Akademie der Wissenschaften (seit 1980)
- Vizepräsidentin des Französisch-Ungarischen Historikerausschusses (seit 1989)
- Sekretär der Ungarischen Historischen Gesellschaft (1949–1966) und Vorstandsmitglied (1949–1991)
- Vorstandsmitglied des Weltverbandes ungarischer Historiker
- Portugiesische Akademie der Wissenschaften (seit 2001)
- Gemischtes Komitees der französisch-ungarischen Historiker[2][1]

## Anerkennungen und Ehrungen
- 1970, 1975, 1990: Preis der Ungarischen Akademie der Wissenschaften
- 1985: Arbeitsverdienstorden in Gold
- 1989: Officier des Palmes Académiques
- 1993: József-Eötvös-Ehrenkranz
- 1996: Großer Preis der Stiftung Pro Renovanda Cultura Hungariae
- 1997: Ritter der französischen Ehrenlegion
- 1997: Jenő-Szűcs-Preis
- 2005: Ehrendoktor der Eötvös-Loránd-Universität
- 2004: Lifetime Achievement Award der Habsburg Research Public Foundation[2][1]

## Familie
Balázs war die Tochter des Schriftstellerehepaars Sándor Balázs (1883–1982) und Judit Beczássy (= Katalin Szobotka) (1888–1961). Sie war verheiratet mit dem Maschinenbauingenieur Lajos Hunyady. Der Sohn des Ehepaars ist György Hunyady (* 1942), Psychologe und Mitglied der Ungarischen Akademie der Wissenschaften.

## Schriften (Auswahl)
- L’ Europe des lumières: œuvres choisies de Éva H. Balázs = Europa der Aufklärung: ausgewählte Schriften von Éva H. Balázs Corvina, Budapest 2015, ISBN 978-963-13-6344-9.
- Hungary and the Habsburgs, 1765–1800: An Experiment in Enlightened Absolutism, CENTRAL EUROPEAN UNIVERSITY PRESS, 1998, ISBN 963-9116-03-3.
- Kaunitz és Magyarország (Doktori tézises összefoglaló). Budapest 1990.
- Bécs és Pest-Buda a régi századvégen (deutsch: Wien und Pest-Buda am Ende des alten Jahrhunderts), Budapest 1987.
- Beförderer der Aufklärung in Mittel- und Osteuropa: Freimaurer, Gesellschaften, Clubs. Camen, Berlin 1979, ISBN 3-921515-04-1.
- Karl von Zinzendorf et ses relations avec la Hongrie à l’époque de l’absolutisme éclairé. 1975
- Berzeviczy Gergely, a reformpolitikus, 1763–1795 (deutsch: Gergely Berzeviczy, der Reformpolitiker), Budapest 1967.
- Kolozs megye kialakulása (deutsch: Herausbildung des Komitats Klausenburg), Budapest 1939.